# Chinesisch-taiwanische Beziehungen

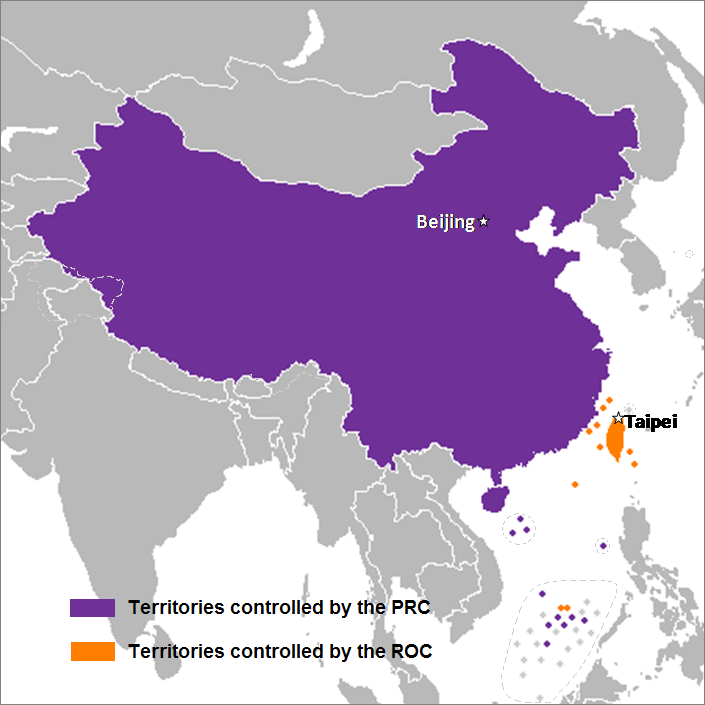
Volksrepublik China und Republik China mit kontrollierten Gebieten

Die chinesisch-taiwanischen Beziehungen sind das Verhältnis zwischen der Volksrepublik China und der Republik China (Taiwan). Überschattet wird dieses von Streitigkeiten über den politischen Status Taiwans (Taiwan-Konflikt). Die Trennung Taiwans von Festlandchina ist ein Erbe des Chinesischen Bürgerkriegs, als die Kommunistische Partei Chinas 1949 das Kuomintang-Regime der Republik China stürzte, welche sich infolge nach Taiwan zurückzog. Anfangs erhoben beide Staaten den Alleinvertretungsanspruch für ganz China. Seit der Demokratisierung Taiwans Ende der 1980er Jahre hat sich die Frage nach dem politischen und rechtlichen Status Taiwans auf die Wahl zwischen einer politischen Vereinigung mit dem chinesischen Mutterland oder der rechtlichen Unabhängigkeit Taiwans verlagert. Die VR China lehnt jede formale Unabhängigkeitserklärung ab und hält ihren Anspruch auf Taiwan aufrecht, welches ihrer Ansicht nach weiterhin eine Provinz Chinas ist. Trotz des ungelösten Konflikts haben beide Seiten ab den 1990ern enge wirtschaftliche Beziehungen etabliert mit großen Investitionen taiwanischer Unternehmen auf dem Festland. Eine politische Annäherung beider Regierungen unter der Amtszeit des taiwanischen Präsidenten Ma Ying-jeou (2008–2016) endete abrupt mit der Wahl einer Regierung der Demokratischen Fortschrittspartei in der Republik China. Daraufhin hat die Volksrepublik Taiwan mit der gewaltsamen Eroberung gedroht und seine militärischen Aktivitäten in der Taiwanstraße verstärkt.
Aufgrund der politischen und wirtschaftlichen Signifikanz Taiwans haben die chinesisch-taiwanischen Beziehungen auch große internationale Bedeutung. Ein bewaffneter Konflikt in der Taiwanstraße gilt als großes Risiko für die Weltwirtschaft. Aufgrund der engen Partnerschaft Taiwans mit den USA beeinflusst das Verhältnis auch die sino-amerikanischen Beziehungen.

## Geschichte

### Vorgeschichte

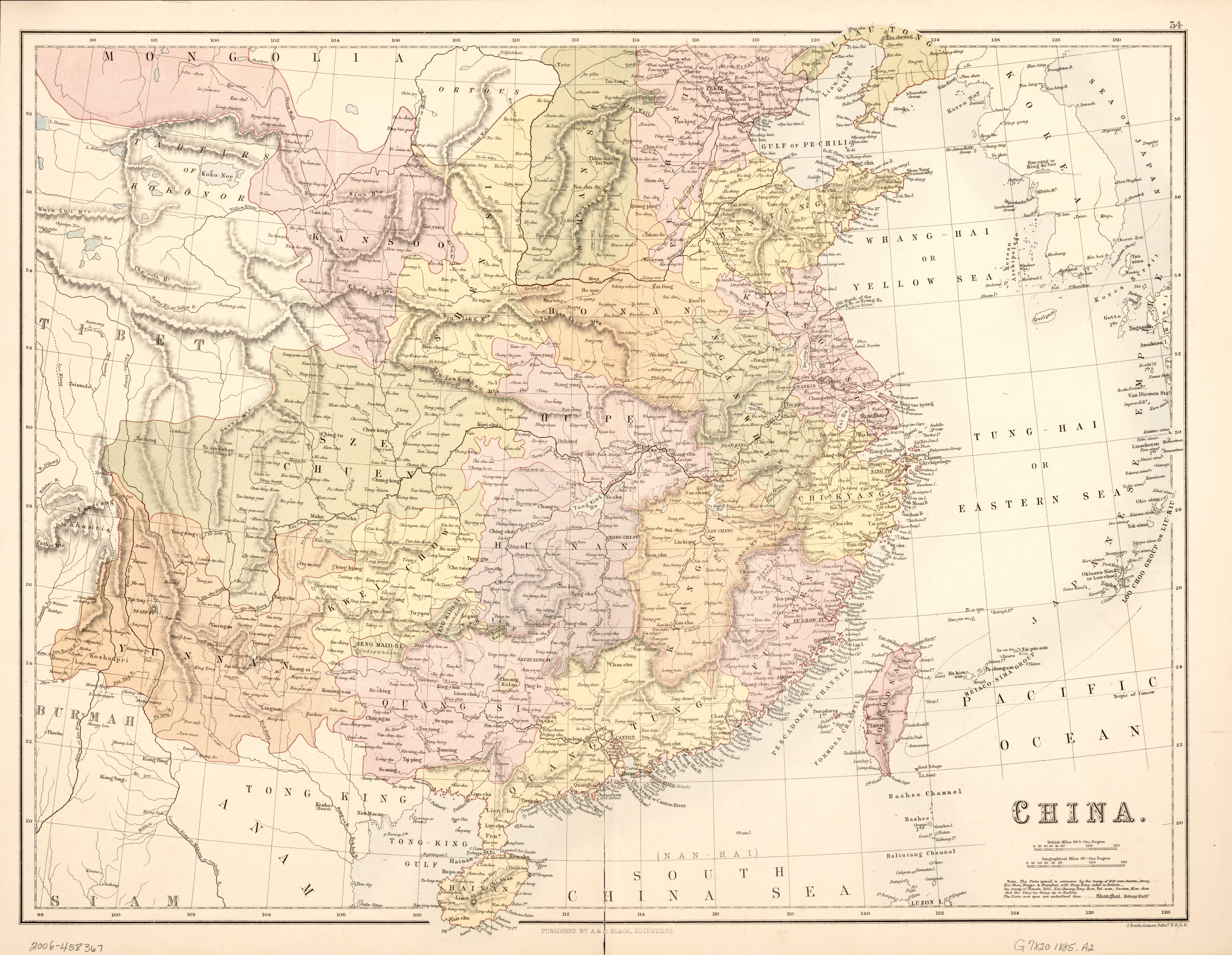
Karte von 1885, die Taiwan als Teil der Provinz Fujian zeigt

Taiwan wurde von austronesischen und polynesischen Völkern bewohnt, welche von der Insel aus ab ca. 3000 v. Chr. das insulare Südostasien und den Pazifik bis Hawaii besiedelten. Von den Han-Chinesen unterschieden sich die indigenen Völker Taiwans ethnisch und sprachlich deutlich. Die frühe Geschichte der Beziehungen zwischen China und Taiwan beinhaltete den Austausch von Kultur, Waren und Technologie. Die Kaiser von China sahen die ansässige Bevölkerung als tributpflichtig gegenüber den verschiedenen chinesischen Reichen an. Allerdings hat sich keine chinesische Dynastie Taiwan vor der Neuzeit formell einverleibt. Im 16. und 17. Jahrhundert erregte Taiwan die Aufmerksamkeit portugiesischer, dann niederländischer und spanischer Entdecker, die die Insel als Handelsstützpunkt nutzten. Nach der Gründung ihrer ersten Siedlung in Taiwan im Jahr 1624 wurden die Niederländer 1662 von Koxinga, einem Loyalisten der Ming-Dynastie, besiegt. Er gründete das Königreich Tungning im Südosten der Insel, den ersten Han-chinesischen Staat auf Taiwan. Koxingas Erben nutzten Taiwan als Stützpunkt für Überfälle auf das chinesische Festland gegen die Qing-Dynastie der Mandschu, bevor sie 1683 von Qing-Truppen besiegt wurden. Taiwan wurde 1684 in die Provinz Fujian eingegliedert und damit formell Teil des Kaiserreich China. Bis zum Ende des 18. Jahrhunderts blieb die Einwanderung von Han-Chinesen auf die Insel begrenzt. Danach machte die verstärkte Zuwanderung von Chinesen vom Festland die Ureinwohner zu einer zunehmend marginalisierten Minderheit. 1885 wurde Taiwan schließlich zur eigenen Provinz Taiwan und administrativ von Fujian auf dem chinesischen Festland getrennt.

#### Taiwan unter japanischer Herrschaft
Die Chinesen verstärkten gegen Ende des 19. Jahrhunderts ihre Bemühungen um die Modernisierung der Insel, da auch andere Mächte die strategisch günstig gelegene Insel ins Visier nahmen. Nach der Niederlage der Qing im ersten Chinesisch-Japanischen Krieg (1894–1895) musste China mit dem Vertrag von Shimonoseki Taiwan an das Kaiserreich Japan abtreten. Prochinesische Kräfte in Taiwan riefen nach dem Abzug chinesischer Streitkräfte die kurzlebige Republik Formosa aus, die von den Japanern zerschlagen wurde. Durch die für China demütigende Abgabe der Insel trennte sich die Entwicklungsgeschichte beider Gebiete und Taiwan verblieb für die nächsten 50 Jahre unter japanischer Herrschaft. Die Japaner versuchten auf Taiwan eine „Musterkolonie“ zu errichten und beuteten die natürlichen Ressourcen der Insel aus. Japanische Kultur und Sprache wurden gefördert und die chinesische Identität unterdrückt. Durch die beschleunigte Industrialisierung und Modernisierung der Insel blieb die japanische Herrschaft aber in der späteren Geschichtsschreibung nicht so negativ in Erinnerung wie z. B. die japanischer Herrschaft in Korea, was die engen japanisch-taiwanischen Beziehungen nach 1950 begünstigte.

#### Chinesischer Bürgerkrieg und Teilung Chinas

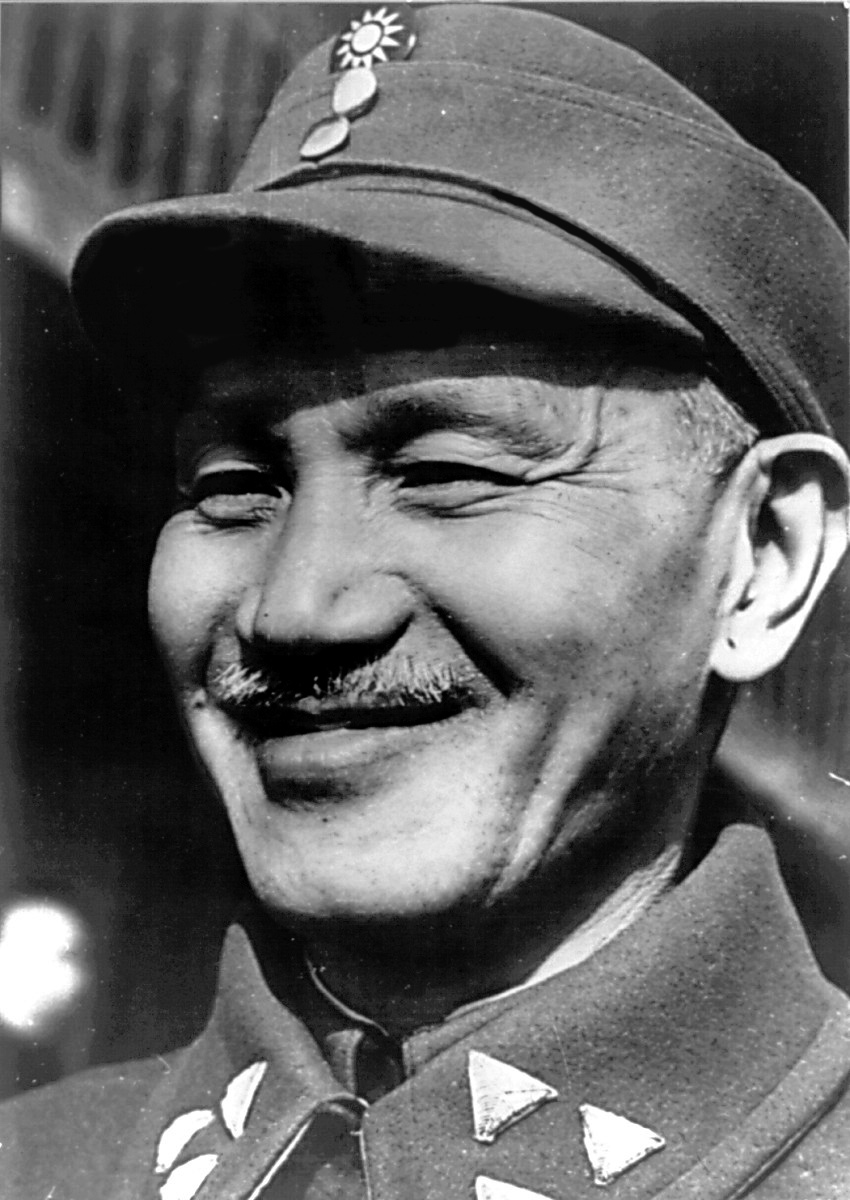
Chiang Kai-shek (1945)

Die Qing-Dynastie zeigte sich unfähig, den machtpolitischen Niedergang Chinas aufzuhalten und 1912 wurde von Sun Yat-sen die Republik China ausgerufen, mit der das über zweitausendjährige Kaiserreich endete. Die neue Republik zeigte sich jedoch unfähig, eine stabile Herrschaft über das gesamte Staatsgebiet Chinas auszuüben und große Teile des Landes wurden von regionalen Warlords kontrolliert. 1927 begann der chinesische Bürgerkrieg zwischen der nationalistischen Kuomintang und der Kommunistischen Partei Chinas. Im Rahmen der japanischen Aggression gegen China bildeten beide Seiten eine instabile Einheitsfront gegen die Japaner. Nach der Kapitulation Japans im Zweiten Weltkrieg 1945 erlangte China wieder die Kontrolle über Taiwan zurück. Die Wiedereingliederung Taiwans führte jedoch zu Konflikten zwischen der ansässigen Bevölkerung und den Festlandchinesen. Beim Zwischenfall vom 28. Februar 1947 kamen bis zu 28.000 Zivilisten auf Taiwan bei antikommunistischen Massakern ums Leben. Auslöser dafür war ein Aufstand geben die korrupte Herrschaft der Kuomintang-Regierung. Der Aufstand wurde brutal vom chinesischen Militär niedergeschlagen.
Die Niederlage Japans und der Rückzug der Japaner aus China führte zu einem Wiederaufflammen des Bürgerkriegs zwischen Nationalisten und Kommunisten im Land. 1949 konnten die Kommunisten schließlich den Bürgerkrieg gewinnen und Kommunistenführer Mao Zedong rief am 1. Oktober die Volksrepublik China aus. Infolgedessen floh Nationalistenführer Chiang Kai-shek und die Regierung der Republik China mitsamt großer Teile der Kuomintang-Armee nach Taiwan. Etwa 1,5 bis 2 Millionen chinesische Flüchtlinge flohen mit der Kuomintang nach Taiwan, zusätzlich zu der bestehenden Bevölkerung von etwa 6 Millionen. Chiang Kai-shek bildete auf Taiwan eine Regierung, die sich als Fortführung der Republik China und einzige legitime Regierung Gesamtchinas ansah. Er rief das Kriegsrecht aus und regierte autoritär. Die Insel sollte dabei lediglich als vorübergehende Basis für die Rückeroberung des Festlands dienen. Die Volksrepublik sah die Insel dagegen als Teil des eigenen Staatsgebiets an. Dieser Zustand bildete die Grundlage für den anhaltenden Taiwan-Konflikt.

### Nach 1949

#### Erste Taiwanstraßenkrise

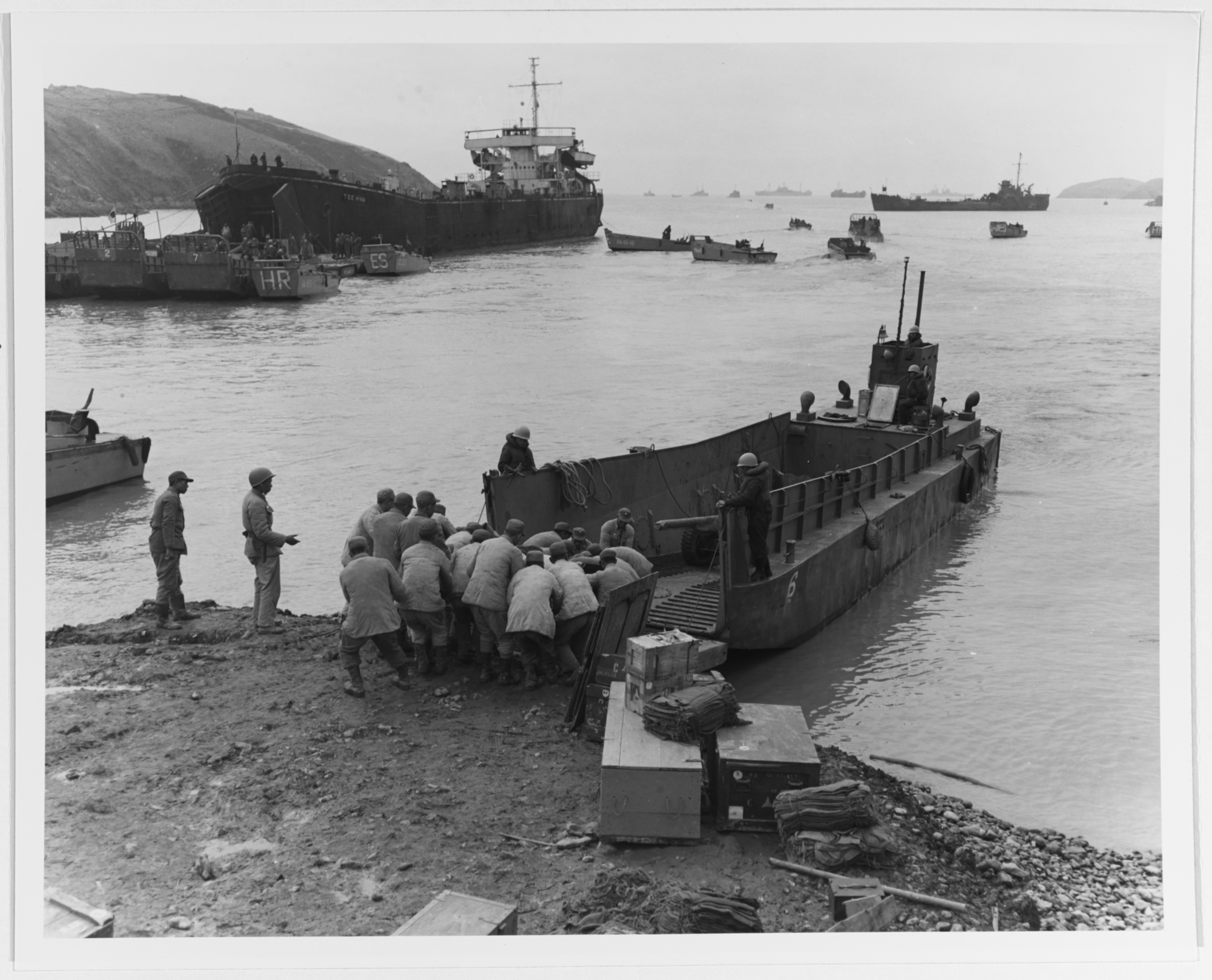
Evakuierung der Dachen-Inseln durch Streitkräfte der Republik China (1955)

Obwohl Kommunistenführer Mao noch 1936 auf eine chinesische Herrschaft über Taiwan verzichtet hatte, war der anhaltende Fortbestand der Republik China eine nicht zu tolerierende Bedrohung für sein Regime, weshalb er Pläne für die Eroberung der Insel ausarbeiten ließ. Die USA waren zuerst sogar bereit gewesen, die Chinesen die Taiwanstraße überqueren zu lassen. Der Beginn des Koreakriegs im Juni 1950 veränderte allerdings die Situation und Chiang Kai-shek wurde zu einem wichtigen Verbündeten der Amerikaner in Asien. Die Amerikaner entsendeten deshalb die US Navy in die Taiwanstraße, weshalb die Chinesen ihre geplante Invasion Taiwans abblasen mussten und die Truppen stattdessen nach Korea entsendeten. Nach dem Abzug der US Navy nach dem Ende des Koreakriegs begann die Volksrepublik im September 1954, die vor der Küste Fujians liegenden Kinmen und Matsu-Inseln zu bombardieren, die von der Republik China kontrolliert wurden. Daraufhin entsendeten die Amerikaner erneut ihre Kriegsflotte nach Taiwan und unterzeichneten mit der Republik China ein Verteidigungsabkommen. Unter Präsident Dwight D. Eisenhower wurde die Formosa-Resolution verabschiedet, mit der die USA sich verpflichteten, Taiwan zu verteidigen. 1955 musste sich die Republik China allerdings von den Dachen-Inseln zurückziehen, die nicht mehr gehalten werden konnten. Die erste Taiwanstraßenkrise konnte schließlich durch Gespräche zwischen Chinesen und Amerikanern im September 1955 beigelegt werden.

#### Zweite Taiwanstraßenkrise und anhaltende Scharmützel
Die zweite Taiwanstraßenkrise begann am 23. August 1958 mit Luft- und Seegefechten zwischen den Streitkräften der VR China und der Republik China, die zu intensivem Artilleriebeschuss von Kinmen (durch die VR China) und Xiamen (durch die Republik China) führten, und endete im November desselben Jahres. Nach den 1950er Jahren wurde der Krieg mehr symbolisch als real ausgetragen, indem immer wieder Artilleriebeschuss von und auf Kinmen stattfand, wobei beide Seiten sich darauf verständigten, diesen nur an bestimmten Tagen durchzuführen. In späteren Jahren wurden die Granaten durch Propagandablätter ersetzt. Ein in den 1960er Jahren ausgearbeiteter Plan der Republik China zur Rückeroberung des chinesischen Festlands erwies sich als nicht umsetzbar und wurden von den USA nicht unterstützt. Sporadische Scharmützel zwischen den Streitkräften Taiwans und der Volksbefreiungsarmee hielten allerdings bis in die 1970er Jahre an. Ein offizieller Friedensvertrag zwischen beiden Seiten wurde (bis heute) nicht unterzeichnet.

#### Verlust der internationalen Anerkennung Taiwans

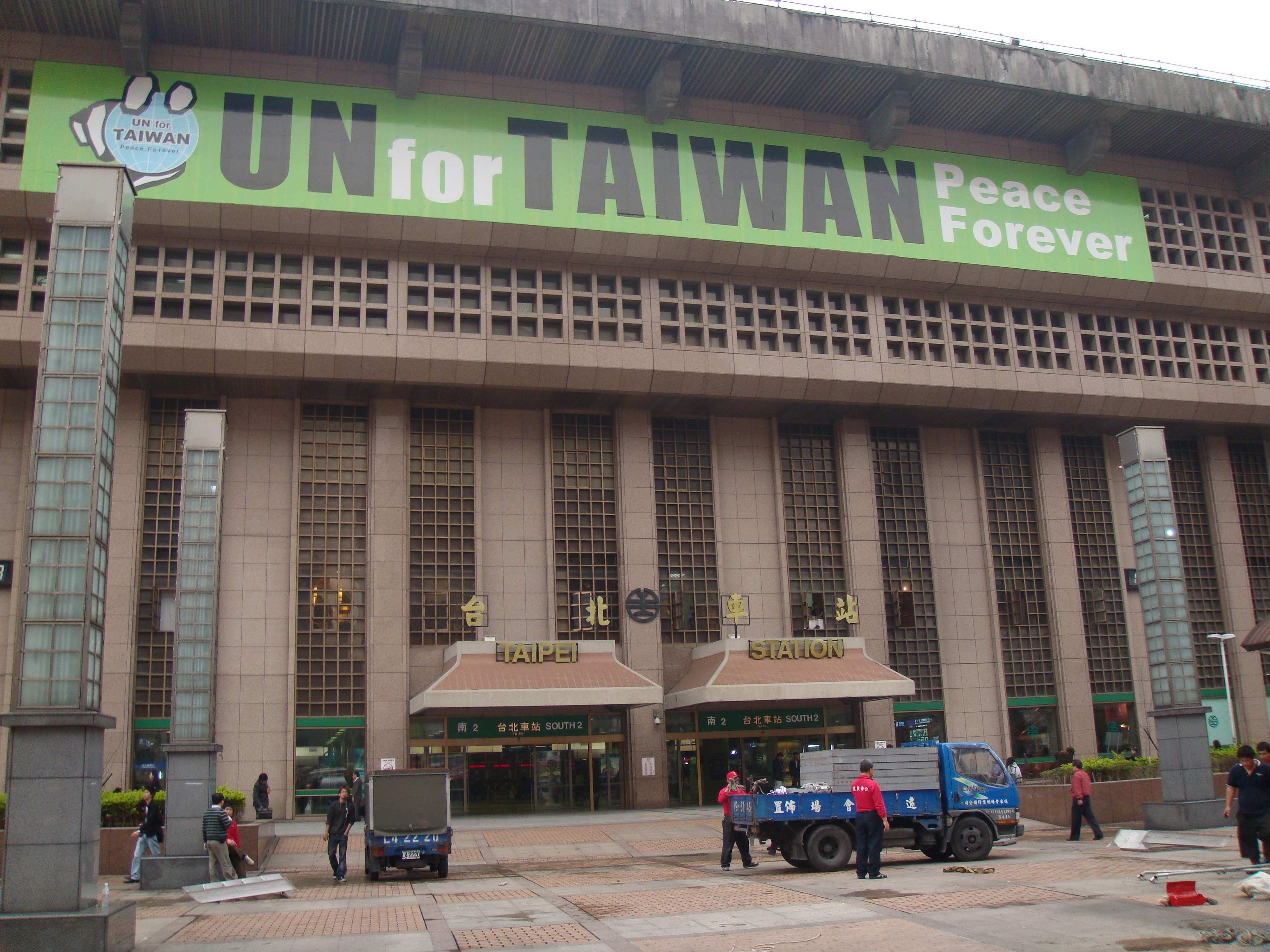
Forderung nach der UN-Mitgliedschaft Taiwans am Gebäude des Hauptbahnhof Taipeh

Obwohl die Regierung der Republik China ihre Ambitionen zur Rückeroberung des Festlands aufgeben musste, unterdrückte sie jegliche eigenständige taiwanische Identität und sah sich weiterhin als Vertreter des gesamten chinesischen Volkes (Alleinvertretungsanspruch). Sie wurde dabei von zahlreichen Ländern diplomatisch anerkannt und hatte bis 1971 den chinesischen Sitz im UN-Sicherheitsrat inne. Dies änderte sich schließlich mit der Resolution 2758 der UN-Generalversammlung vom 25. Oktober 1971, ⁣mit der die Volksrepublik den UN-Sitz der Republik übernahm und Taiwan aus der UN ausgeschlossen wurde. Ein weiterer schwerer Rückschlag stellte die Anerkennung der Volksrepublik durch die USA 1979 dar, welche in der Folge die diplomatischen Beziehungen zu Taiwan einstellten. Die USA unterhielten jedoch auch danach inoffizielle Kontakte mit der Republik China, sprachen sich gegen eine gewaltsame Änderung des Status quo in der Taiwanstraße aus und verabschiedeten den Taiwan Relations Act.

#### Chinesisch-taiwanische Annäherung
Nachdem die Vereinigten Staaten die VR China offiziell anerkannt hatten, verlagerte die VR China unter der Führung von Deng Xiaoping ihre Strategie von der Eroberung Taiwans auf die friedliche Vereinigung unter dem Motto „Friedliche Wiedervereinigung des Mutterlands“. Er bot Taiwan eine Wiedervereinigung unter dem Prinzip „Ein Land, zwei Systeme“ an. Die Regierung der Republik China unter Chiang Ching-kuo (dem Sohn von Chiang Kai-shek) verkündete in Reaktion darauf die „Drei-Nein-Politik“: keine Kontakte, keine Verhandlungen und keine Kompromisse. Die zunehmende internationale Isolation Taiwans führte allerdings dazu, dass die Regierung von dieser Linie abrücken mussten. So wurde eine „Taiwanisierung“ eingeleitet (z. B. durch Umbenennung von Staatsunternehmen) und vom vorigen Alleinvertretungsanspruch abgerückt. Die Regierung begann auch eine Demokratisierung des politischen Systems einzuleiten, was von Chiang Ching-kuo auch als Strategie der stärkeren Legitimierung der Republik China im In- und Ausland angesehen wurde.

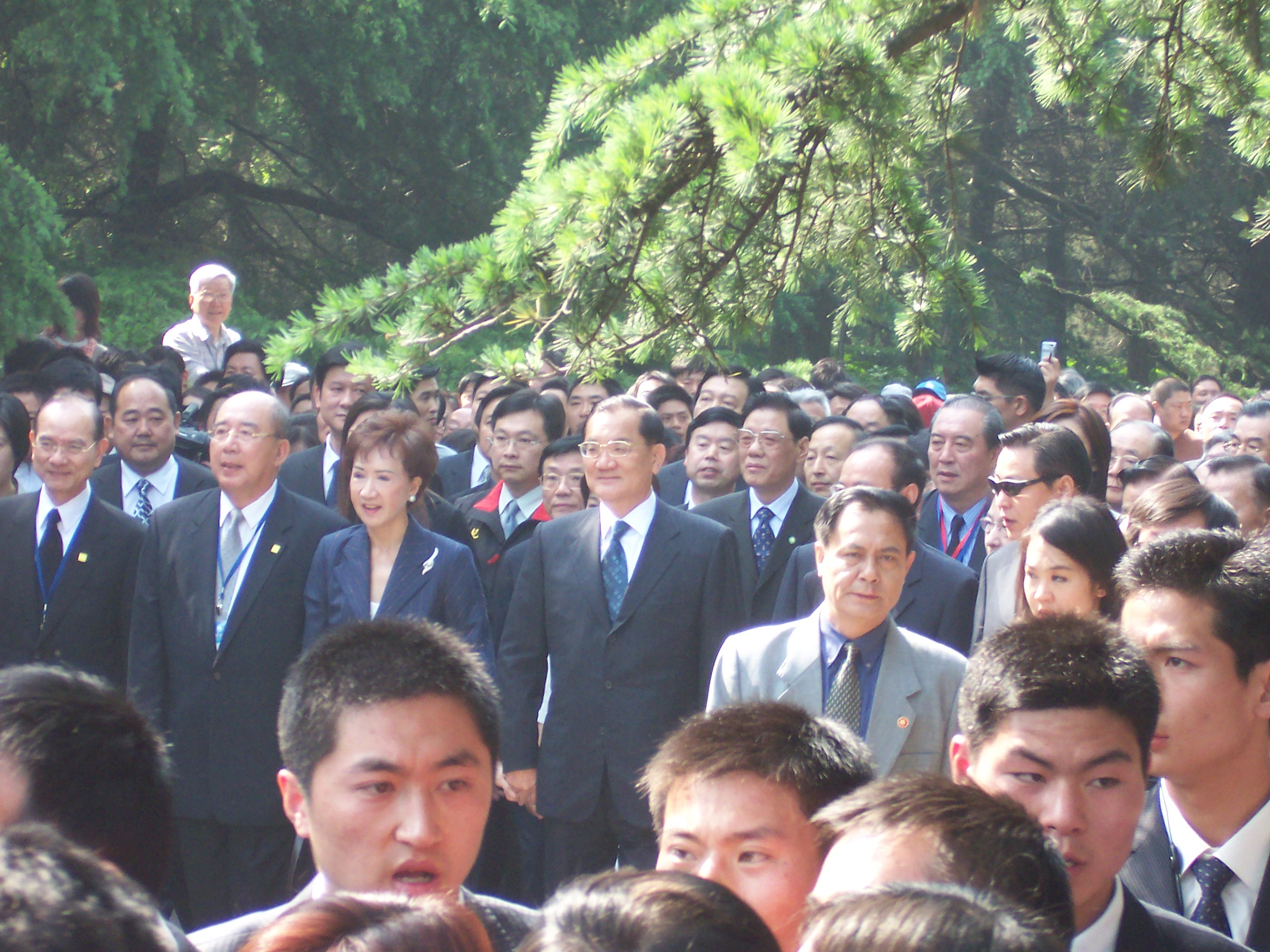
Kuomintang-Delegation beim Besuch des Sun-Yat-sen-Mausoleums in Nanjing (2005)

1986 kam es im Rahmen einer Flugzeugentführung erstmals zu offiziellen Regierungskontakten mit der Volksrepublik China und 1987 erlaubte die Republik China ihren Staatsbürgern erstmals die Einreise in die Volksrepublik. Diese Annäherung ermöglichte einen verstärkten Handels- und Wirtschaftsaustausch und Unternehmen aus der deutlich wohlhabenderen Republik China begannen auf dem Festland zu investieren, wo die Löhne deutlich niedriger waren. 1990 wurde unter Präsident Lee Teng-hui in Taiwan der Nationaler Wiedervereinigungsrat geschaffen, der über die Bedingungen einer möglichen Wiedervereinigung diskutieren sollte (er wurde 2006 aufgelöst). Der Kriegszustand wurde von Taiwan im Jahre 1991 beendet und ein Jahr später verhandelten beide Regierungen in direkten Gesprächen in Singapur. Beide Seiten vereinbarten im inoffiziellen Konsens von 1992, dass es „ein China“ gebe, jedoch verschiedene Vorstellungen, wie dieses China aussehen soll. Taiwan nahm damit von einer Unabhängigkeitserklärung Abstand und beide Seiten bestätigten den Status quo.

#### Wechselhafte Beziehungen und dritte Taiwanstraßenkrise
Trotz der Annäherung blieben fundamentale Meinungsverschiedenheiten zwischen beiden Seiten bestehen. So begünstigte die Demokratisierung Taiwans das Entstehen einer eigenständigen taiwanesischen Identität und das Aufkommen von Parteien, die eine Unabhängigkeit Taiwans unterstützten. Nachdem Taiwans Präsident Lee Teng-hui im Jahre 1995 die USA besucht hatte, kam es zur dritten Taiwanstraßenkrise. Da die VR China den „Staatsbesuch“ (der keiner war) des taiwanischen Präsidenten als Verletzung ihrer Ein-China-Doktrin ansah, brach sie alle Gespräche mit Taiwan ab. Die Volksrepublik führte Militärübungen in der Taiwanstraße durch und ließ Kurzstreckenraketen vor Taiwans Küsten ins Wasser stürzen. Infolge entsendeten die USA unter Bill Clinton ihre Flugzeugträger in die Region, um die Chinesen abzuschrecken. Auf die ersten freien Präsidentenwahlen in der Republik China 1996 reagierte die Volksrepublik mit erneuten Raketentests. Die Drohungen hatten allerdings nicht den erwünschten Effekt und 2000 kam in Taiwan erstmals die separatistische Demokratische Fortschrittspartei (DPP) an die Regierung.

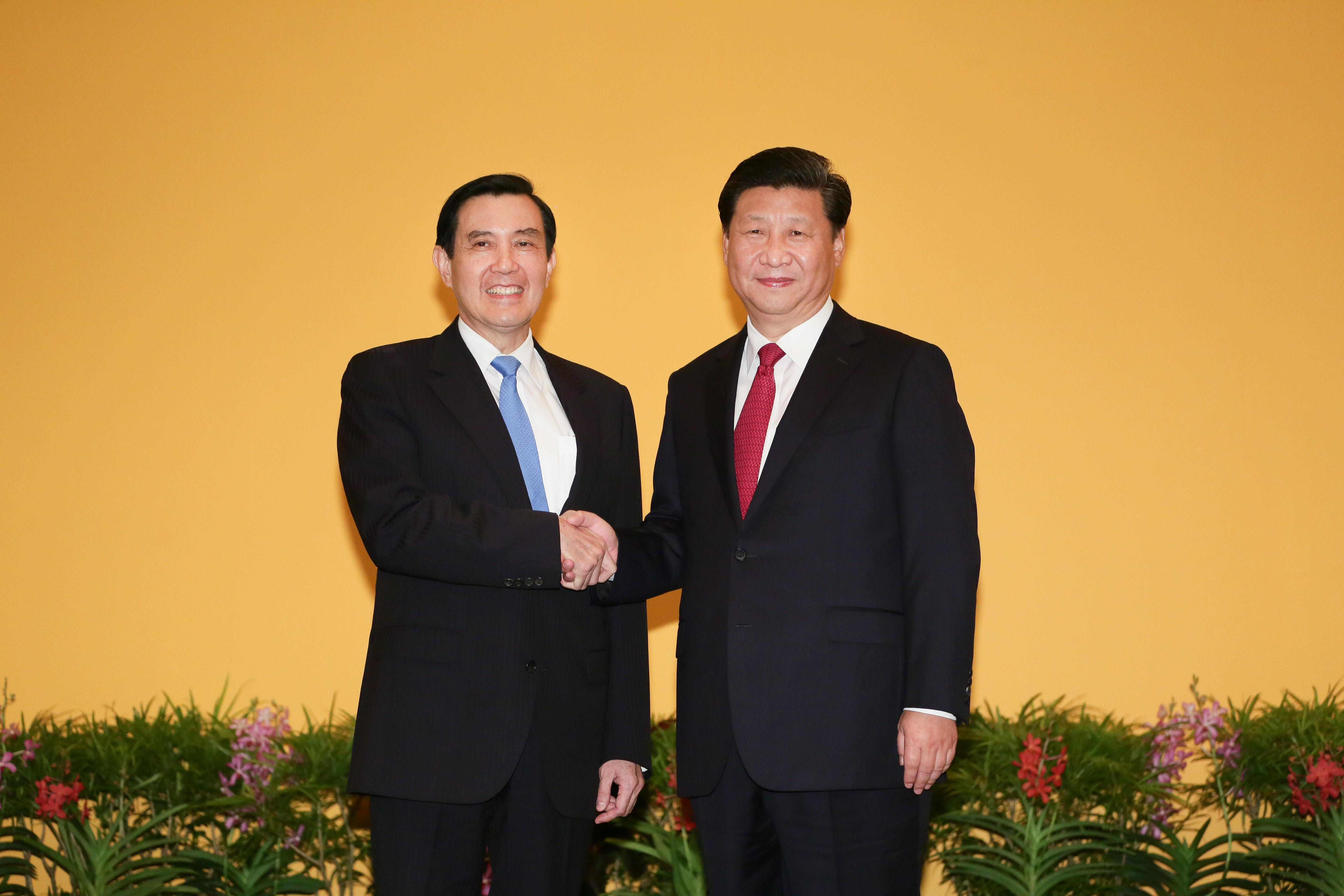
Treffen zwischen Ma Ying-jeou (links) und Xi Jinping (rechts) in Singapur (2015)

Ab 2002 änderte die VR China unter Hu Jintao und Wen Jiabao ihre Linie und versuchte die Beziehungen zu Taiwan wieder zu verbessern und die KP Chinas baute engere Parteikontakte zur Kuomintang auf, der mit dem Aufstieg des taiwanischen Nationalismus zur „chinafreundlichen“ Kraft der taiwanischen Politik wurden. Von der Position im Taiwan-Konflikt wurde allerdings nicht abgerückt. So wurde 2005 das Anti-Abspaltungsgesetz verabschiedet, welches Taiwan als Teil Chinas proklamierte und militärische Konsequenzen für den Fall einer „Sezession“ Taiwans androhte. Bei den Präsidentschaftswahlen 2008 wurde schließlich der chinafreundliche Kuomintang-Politiker Ma Ying-jeou zum neuen Präsidenten Taiwans gewählt. Infolgedessen wurden die zwischenstaatlichen Kontakte von der Volksrepublik wieder aufgenommen und die Beziehungen verbesserten sich. Beide Seiten unterzeichneten 2010 ein Wirtschaftsabkommen und 2015 traf sich Ma mit Chinas Präsident Xi Jinping in Singapur. Das historische Treffen war das erste Gipfeltreffen von Regierungschefs beider Seiten und markierte einen Höhepunkt der chinesisch-taiwanischen Beziehungen.

#### Verschlechterung der Beziehungen nach 2016

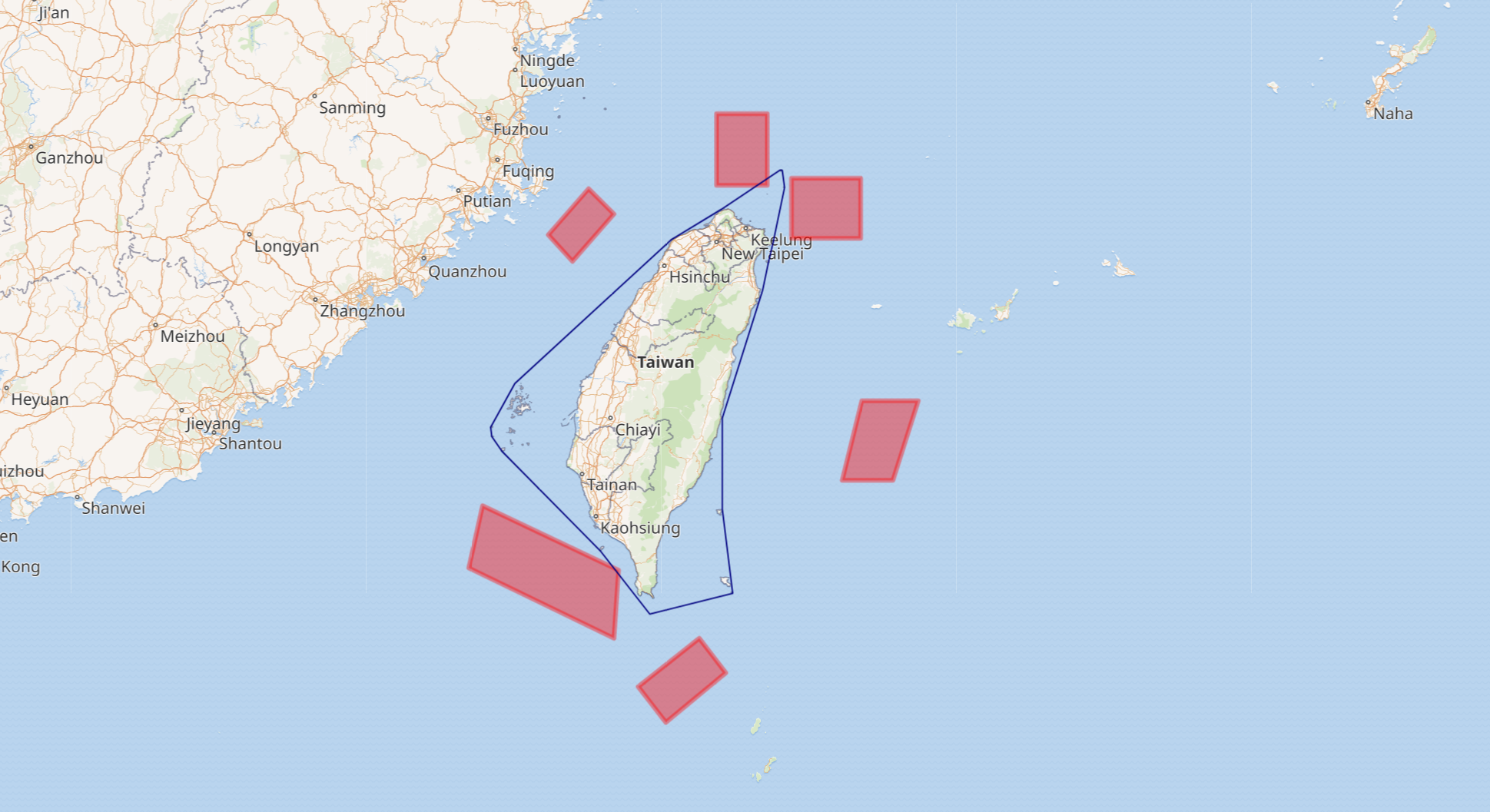
Chinesische Militärübung von August 2022

Die Wahl der DPP-Politikerin Tsai Ing-wen bei den Präsidentenwahl in der Republik China 2016 führte zu einer deutlichen Verschlechterung der Beziehungen zur Volksrepublik. Nachdem sich Tsai geweigert hatte, die Ein-China-Politik zu bestätigen, brach die Volksrepublik alle Kontakte zu ihrer Regierung ab. Die verschlechterten amerikanisch-chinesischen Beziehungen verschärften die Situation zusätzlich. Tsai ging auf deutliche Distanz zu China und unterstützte die Proteste in Hongkong 2019/2020, wobei sie versprach, eine Wiedervereinigung unter „Ein Land, zwei Systeme“ niemals zu akzeptieren. Nach ihrer Wiederwahl 2020 forderte sie die Volksrepublik China auf, die „Realität der Unabhängigkeit Taiwans“ anzuerkennen. Infolge verschärfte die Volksrepublik unter Xi Jinping ihre Rhetorik. So drohte er mehrmals mit der Rückeroberung Taiwans und erklärte 2019 „wir können nicht versprechen, dass wir auf den Einsatz von Gewalt verzichten“ und sich „alle Optionen offenzuhalten“. In seiner Amtszeit hat die Volksbefreiungsarmee auch begonnen immer häufiger in den Luftraum Taiwans einzudringen, um die Streitkräfte der Republik China in Alarmbereitschaft zu halten. Ein Besuch der US-Politikerin Nancy Pelosi in Taiwan im August 2022 führte zu einer diplomatischen Krise und die Streitkräfte der VR China übten eine „Blockade“ Taiwans mit Militärübungen an den Seegrenzen Taiwans. Anfang 2024 bezeichnete Präsident Xi die „Wiedervereinigung des Mutterlandes“ als „historisch unvermeidlich“.

## Militärische und sicherheitspolitische Aspekte der Beziehungen
Die Streitkräfte der Republik China gehen auf die Nationalrevolutionäre Armee zurück, welche im chinesischen Bürgerkrieg gegen die Kommunisten kämpfte. Bis in die 1970er Jahre war die Armee Taiwans auch auf eine mögliche Rückeroberung des Festlands ausgerichtet und lieferte sich regelmäßige Scharmützel mit den Truppen des Volksrepublik. Seitdem wurde die Verteidigungsstrategie Taiwans voll und ganz auf die Abwehr eines Angriffs der Volksrepublik ausgerichtet. Mit der Verbesserung der Beziehungen zur Volksrepublik China wurden die Verteidigungsausgaben Taiwans deutlich zurückgefahren und sanken von knapp 5 Prozent der Wirtschaftsleistung Anfang der 1990er auf knapp 2 Prozent der Wirtschaftsleistung Ende der 2010er Jahre. China hat währenddessen seine Streitkräfte deutlich aufgerüstet. Mit den wiederholten Drohungen einer militärischen Invasion der Volksrepublik nach 2016 wurde die Verteidigungsbereitschaft wieder erhöht. So wurde 2022 die Dauer der Wehrpflicht von vier auf zwölf Monate erhöht. Der stellvertretende Generaldirektor des taiwanesischen Büros für nationale Sicherheit, Chen Wen-fan, erklärte 2020, dass Xi Jinping vorhabe das „Taiwan-Problem“ bis 2049 zu lösen. Aufgrund seiner militärischen Unterlegenheit gegenüber der Volksrepublik konzentriert sich die Abwehrstrategie Taiwans vorwiegend auf asymmetrische Methoden, die eine mögliche Landung und Festsetzung chinesischer Truppen auf der Hauptinsel vermeiden sollen.
Ein Krieg in der Taiwanstraße ist für die VR China mit großen wirtschaftlichen und politischen Risiken verbunden, da eine Invasion Taiwans eine extrem komplexe militärische Operation veraussetzt. Bei den Versuchen, eine Wiedervereinigung zu erreichen, hat die VR China das Karotten-Prinzip angewendet. So hat sie versucht politische Konzessionen von Taiwan für wirtschaftliche Vergünstigungen zu erhalten. Die Volksrepublik unterhält auch politische Kontakte zu prochinesischen Gruppen und unterstützt diese. Die VR China hat allerdings auch zahlreiche subversive Methoden angewandt, darunter Spionage, Cyberattacken und die Beeinflussung von Wahlen durch Fake News. Bei einer möglichen Unabhängigkeitserklärung Taiwans hat die VR China als „Rote Linie“ militärische Maßnahmen angekündigt und der Regierung unter Tsai vorgeworfen, gegen die Ein-China-Vereinbarung von 1992 zu verstoßen.
Von großer Bedeutung ist die Position der Vereinigten Staaten in dem Taiwan-Konflikt. Die amerikanische Unterstützung spielt eine große Rolle für die Position Taiwans gegenüber der Volksrepublik und ihrer Verteidigungsstrategie. Von den 1950er bis zu den 1970er Jahren waren die USA die Schutzmacht Taiwans. Danach verfolgten sie eine Politik der strategischen Ambiguität (strategic ambiguity), bei der sie offen ließen, ob sie Taiwan militärisch verteidigen würden. Die USA erkennen die Ein-China-Politik an und sollen in den 1980ern verhindert haben, dass Taiwan eigene Atomwaffen entwickelt. Die USA haben sich in den 2020er Jahren allerdings mehrfach klarer positioniert und gesagt, dass sie Taiwan militärisch verteidigen würden, sollte die Volksrepublik angreifen.

### Spionage der Volksrepublik gegen Taiwan
Die Volksrepublik hat versucht, die politischen und militärischen Strukturen der Republik China zu infiltrieren. Taiwan wurde bereits von einer Reihe von Spionageskandalen erschüttert. 2011 wurde die Enttarnung des Generalmajors Lo Hsien-che zum bisher schwersten öffentlich gewordenen Spionagefall. Er hatte gegen Geld und sexuelle Gefälligkeiten militärische Geheimnisse Taiwans an die Volksrepublik weitergegeben. Er wurde dafür im April 2012 zu einer lebenslangen Haftstrafe verurteilt. 2017 wurde bekannt, dass die Volksrepublik versucht hat, über Studenten der Chengchi-Nationaluniversität einen Spionagering aufzubauen. Die Spionage gegen Taiwan wurde lange durch relativ laxe Verfolgung und die gemeinsame Sprache begünstigt. 2020 wurde unter der DPP-Regierung schließlich die Gesetzgebung gegen Spionage verschärft.
Neben Aktionen zur Beeinflussung der öffentlichen Meinung und der Politik Taiwans betreibt die Volksrepublik auch extensive Wirtschaftsspionage und versucht die Geheimnisse der taiwanischen Halbleiterindustrie zu stehlen, indem sie gezielt Mitarbeiter abwirbt oder besticht und sich in die Systeme taiwanischer Unternehmen einhackt.

## Politische Beziehungen

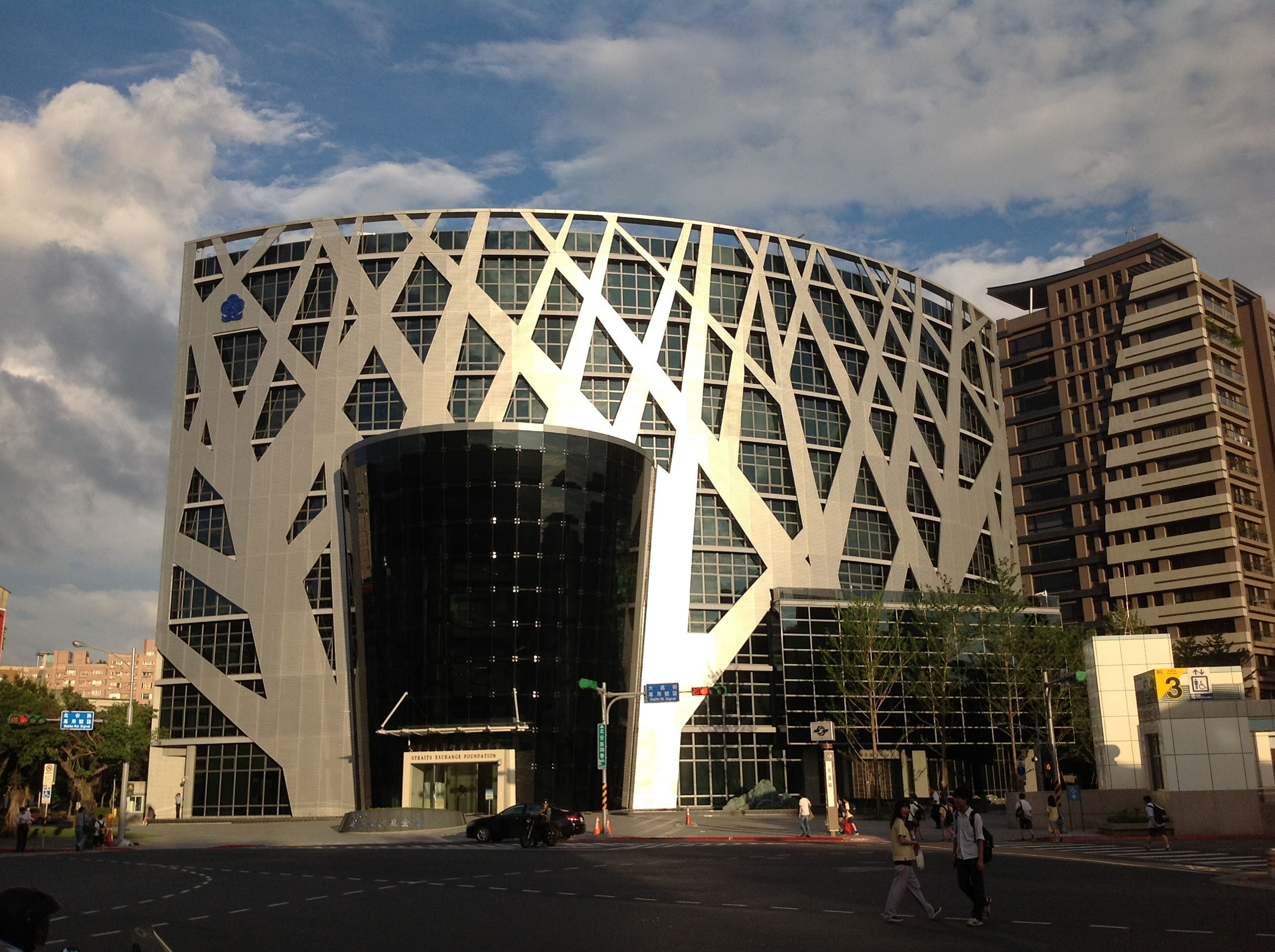
Straits Exchange Foundation in Taipeh

Da die Volksrepublik China Taiwan nicht anerkennt, bestehen keine offiziellen diplomatischen Beziehungen. Halbstaatliche Kontakte werden durch die Straits Exchange Foundation (SEF) und die Association for Relations Across the Taiwan Straits (ARATS) gepflegt. Obwohl es sich bei der SEF und der ARATS formal um private Einrichtungen handelt, werden beide direkt von der Exekutivregierung der jeweiligen Seite geleitet: die SEF vom Rat für Festlandangelegenheiten des Exekutiv-Yuan der Republik China und die ARATS vom Büro für Taiwan-Angelegenheiten des Staatsrats der Volksrepublik China.
Politische Kontakte zu Taiwan hatte die VR China bisher nur zu Kuomintang-Regierungen. Zwischen 2006 und 2016 gab es ein gemeinsames Kooperationsforum der Kommunistischen Partei Chinas und der Kuomintang, das Cross-Strait Economic, Trade and Culture Forum. Als die „prochinesische“ Kraft der Politik Taiwans gilt die Pan-blaue Koalition, bestehend aus der Kuomintang (KMT), der Qinmindang (PFP) und der kleineren Xindang (NP). Als ihr Gegenstück gilt die Pan-grüne Koalition.
Regierungskontakte zwischen beiden Seiten kamen erstmals in den 1980er Jahren zustande. 2014 kam es zu zwei Treffen zwischen Wang Yu-chi, dem Minister des Rates für Festlandangelegenheiten der Republik China, und Zhang Zhijun, dem Minister des Amtes für Taiwanangelegenheiten, dem bis dahin höchstrangigen Regierungskontakt. Ein Jahr später kam es erstmals zu einem Treffen der Regierungschefs beider Seiten.

### Ein-China-Politik
Auf der internationalen Ebene versucht die VR China Taiwan zu isolieren. Im Rahmen der Ein-China-Politik können Drittstaaten nur mit einem chinesischen Staat diplomatische Beziehungen unterhalten, da die Volksrepublik die Beziehungen zu Staaten abbricht, welche offizielle Beziehungen zu Taiwan unterhalten. Deshalb unterhält Taiwan nur noch zu wenigen Staaten diplomatische Beziehungen, obwohl inoffizielle Kontakte über Vertretungsbüros und Handelsvertretungen bestehen. Die VR China verweigert Taiwan auch die Mitgliedschaft in internationalen Organisationen, z. B. der Weltgesundheitsorganisation. Bei internationalen Sportveranstaltungen muss die Republik China unter dem unbeliebten Namen Chinesisch Taipeh antreten.

## Wirtschaftsbeziehungen
Taiwan und die VR China haben ihre Handels- und Wirtschaftsbeziehungen nach 1990 deutlich intensiviert. Taiwanische Unternehmen (z. B. Foxconn) spielten eine große Rolle in der Transformation der chinesischen Wirtschaft. Als kapitalistischer Vorreiter transferierte Taiwan Kapital und Know-how in die Volksrepublik, was durch die gemeinsame Kultur und Sprache begünstigt wurde. Zwischen 1991 und 2022 investierten taiwanische Unternehmen 203 Milliarden US-Dollar in die chinesische Wirtschaft und gehörten damit zu den wichtigsten Investoren. Die VR China ist auch der größte Handelspartner Taiwans. Das bilaterale Handelsvolumen stieg von 18 Milliarden US-Dollar 2002 auf 205 Milliarden US-Dollar 2022. Knapp 40 Prozent aller Exporte gehen in die Volksrepublik oder nach Hongkong. Elektronik, einschließlich Halbleiterchips, ist führend bei Taiwans Gesamtexporten nach China, die auch für die Volksrepublik eine hohe Bedeutung haben.
Die große wirtschaftliche Abhängigkeit hat allerdings auch Besorgnis in Taiwan ausgelöst. Der Abschluss des Rahmenabkommens über wirtschaftliche Zusammenarbeit 2010 durch die chinafreundliche Regierung von Ma Ying-jeou band Taiwan enger an die Volksrepublik durch Marktöffnung und Abbau von Zöllen. Die Aushandlung eines weiteren Abkommens über Dienstleistungen sorgte 2014 für Proteste der Sonnenblumen-Bewegung. Das Abkommen wurde daraufhin nicht unterzeichnet und Ma zwei Jahre später abgewählt. Seit 2016 versucht Taiwan, seine wirtschaftliche Abhängigkeit von Festlandchina durch seine New Southbound Policy zu verringern – im Jahr 2022 übertrafen Taiwans Gesamtinvestitionen in den Zielländern (Südostasien) dieser Politik zum ersten Mal die Investitionen in Festlandchina.

## Kulturbeziehungen und taiwanische Identität

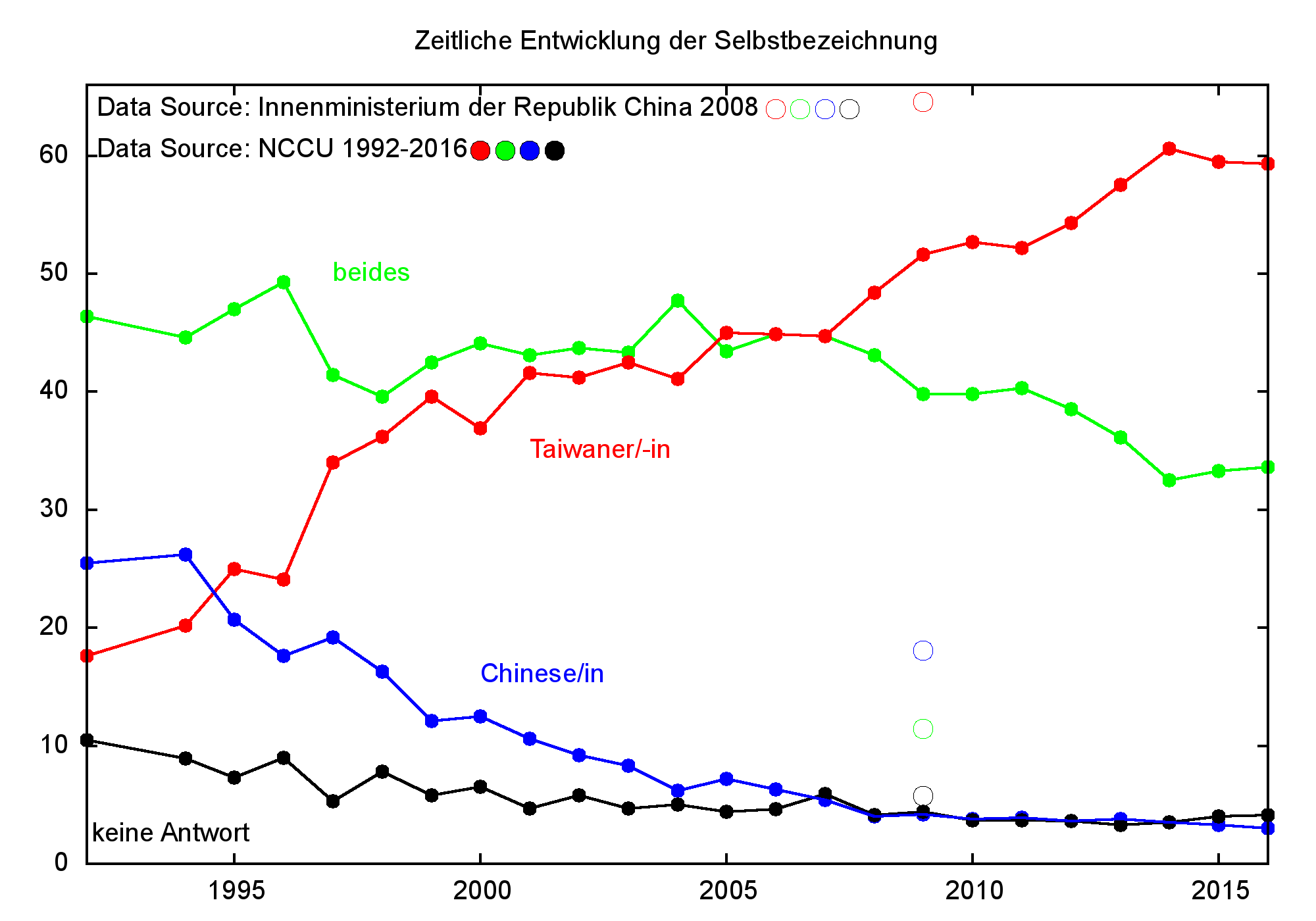
Zeitliche Entwicklung der Selbstbezeichnung von Bürgern der Republik China (1992–2016)

Die Ethnie der Han-Chinesen stellt sowohl in der Volksrepublik als auch in der Republik China die Bevölkerungsmehrheit. Der Han-Anteil ist auf Taiwan (ca. 95 %) sogar höher als in der Volksrepublik (ca. 90 %) und da es auf Taiwan keine Kulturrevolution gab, haben sich hier viele Aspekte der chinesischen Volkskultur sogar stärker erhalten als auf dem Festland. Ein großer Teil der Bevölkerung Taiwans stammt von Migranten aus Südchina ab, die einen Dialekt von Hokkien sprechen, das Taiwanische. In den 1950er Jahren wurde von der Regierung die Verwendung von Mandarin gefördert, die auch Amtssprache auf dem Festland ist. Die Migrationswelle vom Festland während und nach dem chinesischen Bürgerkrieg führte mit der Errichtung des autoritären KMT-Regimes unter Chiang zu einer Art interner Kolonisierung mit einer Unterscheidung zwischen den zugewanderten Waishengren („Menschen aus anderen Provinzen“) und den bereits seit Ming oder Qing-Zeiten auf der Insel lebenden Benshengren („Menschen aus der hiesigen Provinz“). Zwischen den Gruppen kam es zu Konflikten nach 1945, auch wenn die Bedeutung dieser Unterscheidungen mit der Zeit abgenommen hat. Die indigenen Völker Taiwans waren lange einer Politik der Sinisierung unterworfen, ihr rechtlicher und sozialer Status hat sich mit der Demokratisierung Taiwans verbessert.
Trotz der sprachlichen und kulturellen Gemeinsamkeiten hat sich durch die lange Trennung beider Gebiete (mit kurzer Unterbrechung 1945–49) eine eigenständige taiwanische Identität gebildet. So bezeichnen sich in Umfragen inzwischen deutlich mehr Menschen auf der Insel als „Taiwanisch“ anstatt „Chinesisch“. Im Juli 2023 identifizierten sich 62,8 % als Taiwanesen, 2,5 % als Chinesen und 30,5 % als beides. Umfragen deuten darauf hin, dass sich die Bevölkerung China kulturell nahe fühlt, aber das politische System der Volksrepublik ablehnt. So bezeichneten bei einer Bevölkerungsumfrage eine Mehrheit der Bevölkerung von 56 % die Kultur Chinas und Taiwans als ähnlich, während zwei Drittel den Einfluss der Volksrepublik auf Taiwan negativ bewerteten. Die Ablehnung einer Wiedervereinigung beruht dabei auch auf der Befürchtung, hart erkämpfte demokratische Freiheiten wieder zu verlieren. Eine große Mehrheit der Bevölkerung spricht sich deshalb dafür aus, den politischen Status quo beibehalten und die Bevölkerung über den künftigen politischen Status Taiwans entscheiden zu lassen, was auch die Position der Taiwanischen Regierung ist.
Zahlreiche Kulturschätze der chinesischen Geschichte wurden von den Nationalisten 1949 nach Taiwan evakuiert und sind im Nationalen Palastmuseum in Teipei zu besichtigen. Zwischen beiden Seiten ist es ab 1990 zu einem intensivierten Kulturaustausch gekommen. Religiöse und kulturelle Kontakte wurden daraufhin verstärkt. Die taiwanesische buddhistische Organisation Tzu Chi wurde die erste Nichtregierungsorganisation aus dem „Ausland“, die in China tätig sein darf. Bücher, die auf beiden Seiten veröffentlicht werden, werden regelmäßig auf der anderen Seite neu aufgelegt. Beschränkungen für Direktimporte, unterschiedliche Schriftsysteme und Zensur erschweren jedoch den Austausch von Büchern und Ideen. Einigen Kulturinitiativen der Volksrepublik wurde auch vorgeworfen, politische Absichten zu verfolgen.

### Reise und Migration
Reisen in die Volksrepublik wurden den Bürgern der Republik China erstmals in den 1980er Jahren erlaubt, wodurch lang getrennte Familien sich wiedersehen konnten. Unter dem Motto „Drei Verbindungen“ hat die Volksrepublik versucht, Taiwan durch die Öffnung von Post-, Verkehrs- und Handelsverbindungen enger an sich zu binden. Die vollständige Wiederherstellung der drei Verbindungen begann offiziell am 15. Dezember 2008 mit der Eröffnung der Direktschifffahrt, Direktflügen und Direktpost. Der erste kommerzielle Direktflug von Festlandchina (aus Guangzhou) nach Taiwan seit 1949 kam am 29. Januar 2005 in Taipeh an. Es bestehen auch Fährverbindungen von China nach Kinmen und Matsu. Da die Volksrepublik Taiwan nicht anerkennt, können Bürger mit einem speziellen Reisedokument reisen. Zahlreiche Touristen aus dem Festland konnten so Taiwan besuchen. 2019 verbot die chinesische Regierung allerdings Individualreisen von Bürgern der Volksrepublik nach Taiwan, nachdem sich die Beziehungen verschlechtert hatten.
Im Jahr 2015 arbeiteten 58 Prozent der Taiwaner, die außerhalb Taiwans arbeiteten, auf dem chinesischen Festland, insgesamt 420.000 Personen. Im Jahr 2021 war die Zahl im Rahmen der COVID-19-Pandemie auf 163.000 gesunken, was 51,1 Prozent der 319.000 Taiwaner entspricht, die im Ausland arbeiten.